# Chiesa di San Giovanni Battista (Budoni)
La chiesa di San Giovanni Battista è un edificio religioso situato a Budoni, centro abitato della Sardegna nord-orientale. Consacrata al culto cattolico, è sede dell'omonima parrocchia e fa parte della diocesi di Nuoro.
La chiesa sorge dove un tempo esisteva la vecchia chiesa parrocchiale, dedicata allo stesso santo. L'aula è a navata unica terminante con una piccola abside sulla quale pende un crocifisso ligneo con il Cristo in ceramica.